# رافاييل باربوسا
رافاييل باربوسا (29 مارس 1996 في البرتغال - ) هو لاعب كرة قدم برتغالي في مركز الوسط. لعب مع سبورتينغ لشبونة.

## وصلات خارجية
- رافاييل باربوسا على موقع قاعدة بيانات كرة القدم.إي يو (الإنجليزية)
- رافاييل باربوسا على موقع Soccerway.com (الإنجليزية)